# Synagris intermedia
Synagris intermedia är en stekelart som beskrevs av Cameron 1905. Synagris intermedia ingår i släktet Synagris och familjen Eumenidae. Inga underarter finns listade i Catalogue of Life.